# Kazimierz Ołdakowski
Kazimierz Ołdakowski (ur. 4 września 1878 w Kałęczynie, zm. 30 kwietnia 1940 w Warszawie) – polski inżynier technolog. W latach 1926–1939 dyrektor Fabryki Broni w Radomiu.

## Życiorys
Kazimierz Ołdakowski urodził się 4 września 1878 roku w Kałęczynie. Został absolwentem gimnazjum w Płocku (1897), ukończył studia w Instytucie Elektrotechnicznym w Petersburgu, a następnie elektrotechnikę na Uniwersytecie w Karlsruhe w Niemczech. Skończył także Wyższy Kurs Administracji Państwowej w Warszawie (1918). W latach 20. pracował m.in. w Ministerstwie Przemysłu i Handlu, w Centralnym Zarządzie Wytwórni Wojskowych i w Państwowej Fabryce Karabinów w Warszawie. W 1922 roku został mianowany dyrektorem technicznym tworzącej się Fabryki Broni w Radomiu. Od 1 kwietnia 1927 roku do wybuchu II wojny światowej był dyrektorem naczelnym tej fabryki, produkującej m.in. pistolety Vis, karabiny Mauser, ale również rowery (od 1929), broń myśliwską, kierownice do motocykli „Sokół” oraz frezarki, szlifierki i inne obrabiarki.
W Radomiu zamieszkał wraz z rodziną: żoną (od 1912) Edmundą z Gruszczyńskich oraz córkami: Ireną, Lilką i Zofią przy ul. Dowkontta 2.
Kazimierz Ołdakowski stworzył, rzadko spotykany w warunkach ówczesnej Polski, system opieki socjalnej nad pracownikami i ich rodzinami. W sąsiedztwie Fabryki Broni powstało na Plantach osiedle 10 trzy- i czterokondygnacyjnych domów z 300 mieszkaniami, przedszkole, ogródek jordanowski, łaźnia, dom kultury, kino, stadion sportowy oraz przychodnia zakładowa i szpital. Dzięki podjętym działaniom profilaktycznym zmniejszył wypadkowość w zakładzie o 40–50%. Jako znawca przyrody i zarazem prezes radomskiego oddziału Polskiego Towarzystwa Krajoznawczego (od 1929) nieopodal zakładu założył park, rozciągający się wzdłuż dzisiejszej ul. Poniatowskiego aż do torów kolejowych. Ołdakowski sam wybierał do niego drzewa i krzewy. Park ten był stale dozorowany i po 22.00 zamykany na noc.
Po wybuchu II wojny światowej Kazimierz Ołdakowski wraz z rodziną ukrywał się w Warszawie; córki udało mu się wysłać do USA. Śledzony przez Gestapo i zagrożony aresztowaniem, 30 kwietnia 1940 roku wyskoczył z okna budynku przy ul. Puławskiej 12 ponosząc śmierć. 4 maja 1940 został pochowany na Cmentarzu Powązkowskim (brama VII, kw. 284B, rząd 2).

## Odznaczenia
- Order Korony Rumunii (1937)[potrzebny przypis]

## Upamiętnienie

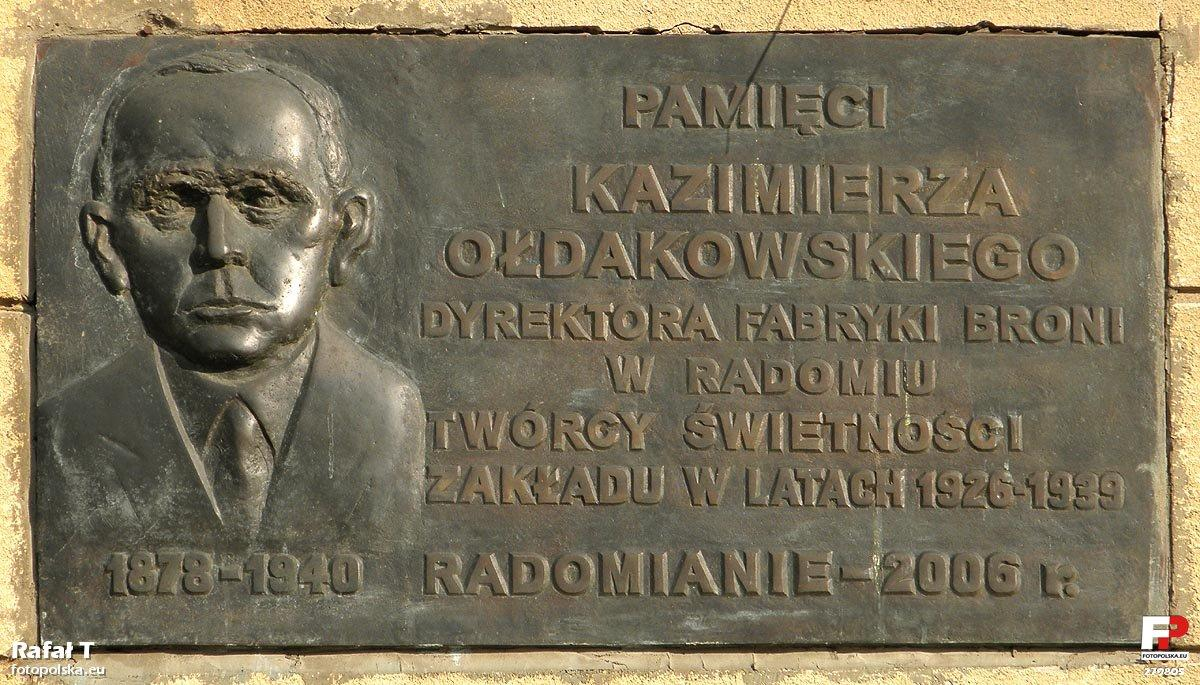
Tablica upamiętniająca K. Ołdakowskiego przy ul. Poniatowskiego 6 w Radomiu

10 listopada 2006 z inicjatywy dzieci przedwojennych pracowników Fabryki Broni na budynku przy ul. Dowkontta 2, w którym mieszkał inż. Ołdakowski, odsłonięto poświęconą mu tablicę pamiątkową. 4 kwietnia 2011 z inicjatywy Komisji Zakładowej „Solidarności” obecnej Fabryki Broni Rada Miejska Radomia przyjęła uchwałę o nazwaniu imieniem Kazimierza Ołdakowskiego skweru z pomnikiem Łucznika, będącego pozostałością po parku, który w okresie PRL nosił imię Waltera, czyli generała Karola Świerczewskiego, patrona Zakładów Metalowych.